# Margarida de Prades

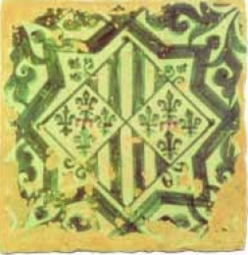
Armes de Margarida de Prades
en un taulell de ceràmica valenciana possiblement procedent de l'antic Palau Reial de València (segle XV)

Margarida de Prades (Falset, 1387 - Riudoms, 23 de juliol de 1429) fou reina consort d'Aragó, de València, de Mallorca, de Sardenya, de Còrsega (nominal) i de Sicília, duquessa consort (nominal) d'Atenes i de Neopàtria, i comtessa consort de Barcelona, de Rosselló, de Cerdanya i d'Empúries (1409 - 1410), pel seu matrimoni amb el rei Martí l'Humà.

## Ascendència
Margarida pertanyia al llinatge dels Prades, línia secundària de la Casa reial d'Aragó (dinastia de Barcelona).

## Núpcies i descendència
Al morir el seu pare el 1395 l'economia familiar va patir dificultats, cosa que va fer que, almenys des de 1399 fos dama de companyia de la reina Maria de Luna, a la cort de la qual s'educà. La mort de la reina, el 1406, deixà el rei Martí l'Humà amb un únic fill supervivent del matrimoni, Martí el Jove, que moriria el 1409 després de culminar una reeixida campanya de reconquesta de Sardenya que ell encapçalà.
Havent-se quedat sense hereu, Martí l'Humà decidí tornar-se a casar per aconseguir nova descendència. L'escollida fou Margarida de Prades, llavors una jove de 21 anys, que Martí preferí a Cecília d'Urgell, germana del comte Jaume II d'Urgell. El matrimoni fou celebrat pel papa Benet XIII al palau de Bellesguard (Sant Gervasi de Cassoles) el 17 de setembre de 1409. La mort del rei el maig de l'any següent (1410) frustrà aquests objectius, extingint-se així el Casal de Barcelona i iniciant-se un període d'interregne que s'acabà amb el Compromís de Casp el 1412.
El 1415 Margarida es tornà a casar, ara amb el noble valencià Joan de Vilaragut i Àlvarez de Haro. Per la seva posició de vídua reial amb una renda assignada, el nou matrimoni i la descendència que va tenir, un fill de nom Joan Jeroni de Vilaragut nascut el 1416, van haver-se de mantenir en secret. Tot i ser legítim i ben documentat, aquest matrimoni, pel caràcter secret, ha donat lloc a una elaboració llegendària.

## Cort literària
Segons el cronista Pere Tomic (1438), Margarida de Prades fou "una de les més belles senyores que hom sabés en lo món". Bellesa i interès per la cultura, manifestat en el seu amor als llibres, van contribuir a fer-ne centre, al Palau Reial Menor o al de Bellesguard, d'una important cort literària, en la qual exercí de musa d'algunes figures de la literatura catalana com Jordi de Sant Jordi, Arnau March, Lluís Icart o Arnau d'Erill, i de la castellana com Pedro de Santa Fe o Íñigo López de Mendoza, marquès de Santillana, que li dedicà un plany amb motiu de la seva mort.

## Reina abadessa
Cap a 1420, potser perquè la seva situació es divulgà i la seva posició econòmica feu fallida, Margarida i Joan es retiraren al monestir cistercenc de Valldonzella (Barcelona). El 1422 enviudà novament i, probablement el 1423, professà com a monja al mateix monestir. Més tard, passà al monestir de Bonrepòs (Priorat), on ja sembla que era el 1426. El 1428 fou nomenada abadessa d'aquest monestir cistercenc, càrrec en el qual la sorprengué la mort l'any següent.

## Enterrament

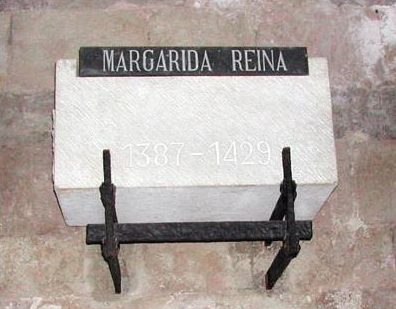
Sepulcre de Margarida de Prades
al monestir de Santes Creus

La reina abadessa va morir d'un brot de pesta a Riudoms i, va ser traslladada al Bonrepòs, on fou enterrada; amb la seva mort es van perdre les esperances de superar la greu crisi que el monestir ja patia i que acabaria, després d'una llarga resistència, amb la seva incorporació al monestir de Santes Creus el 1473.
Les despulles de la reina foren traslladades a Santes Creus el maig de 1475 i col·locades a l'església, en un taüt de fusta, decorat amb les armes reials i abacials, situat a la pilastra que separa el presbiteri de la primera absidiola de la part de la nau de l'evangeli, davant del mausoleu de Pere el Gran, i sota l'epitafi d'aquest monarca.
Sembla que el sepulcre no fou profanat el 1835. Per evitar que ho fos posteriorment, les seves restes foren traslladades a una de les tombes de pedra situades al fons del mateix braç del creuer. Recentment, han estat instal·lades en una urna de pedra en el mur de la nau de l'evangeli.

## Genealogia
Genealogia simplificada de Margarida de Prades:
|  |  |                                    |                                    |                                    |                                    |                                    |                                    | Jaume II rei d'Aragó etc. comte de Barcelona †1327 | Jaume II rei d'Aragó etc. comte de Barcelona †1327 | Jaume II rei d'Aragó etc. comte de Barcelona †1327 | Jaume II rei d'Aragó etc. comte de Barcelona †1327 | Jaume II rei d'Aragó etc. comte de Barcelona †1327     | Jaume II rei d'Aragó etc. comte de Barcelona †1327     |                                                        |                                                        | Blanca d'Anjou †1310                                                              | Blanca d'Anjou †1310                                                              | Blanca d'Anjou †1310                                                              | Blanca d'Anjou †1310                                                              | Blanca d'Anjou †1310                                                              | Blanca d'Anjou †1310                                                              |                                                                |                                                                |                                                                |                                                                |                        |                        |                        |                        |  |  |  |  |                     |                     |                     |                     |                     |                     |                                                                              |                                                                              |                                                                              |                                                                              |                                                                              |                                                                              |                              |                              |                              |                              |                         |                         |                         |                         |
|  |  |                                    |                                    |                                    |                                    |                                    |                                    | Jaume II rei d'Aragó etc. comte de Barcelona †1327 | Jaume II rei d'Aragó etc. comte de Barcelona †1327 | Jaume II rei d'Aragó etc. comte de Barcelona †1327 | Jaume II rei d'Aragó etc. comte de Barcelona †1327 | Jaume II rei d'Aragó etc. comte de Barcelona †1327     | Jaume II rei d'Aragó etc. comte de Barcelona †1327     |                                                        |                                                        | Blanca d'Anjou †1310                                                              | Blanca d'Anjou †1310                                                              | Blanca d'Anjou †1310                                                              | Blanca d'Anjou †1310                                                              | Blanca d'Anjou †1310                                                              | Blanca d'Anjou †1310                                                              |                                                                |                                                                |                                                                |                                                                |                        |                        |                        |                        |  |  |  |  |                     |                     |                     |                     |                     |                     |                                                                              |                                                                              |                                                                              |                                                                              |                                                                              |                                                                              |                              |                              |                              |                              |                         |                         |                         |                         |
|  |  |                                    |                                    |                                    |                                    |                                    |                                    |                                                    |                                                    |                                                    |                                                    |                                                        |                                                        |                                                        |                                                        |                                                                                   |                                                                                   |                                                                                   |                                                                                   |                                                                                   |                                                                                   |                                                                |                                                                |                                                                |                                                                |                        |                        |                        |                        |  |  |  |  |                     |                     |                     |                     |                     |                     |                                                                              |                                                                              |                                                                              |                                                                              |                                                                              |                                                                              |                              |                              |                              |                              |                         |                         |                         |                         |
|  |  |                                    |                                    |                                    |                                    |                                    |                                    |                                                    |                                                    |                                                    |                                                    | Pere de Ribagorça comte de Ribagorça i de Prades †1381 | Pere de Ribagorça comte de Ribagorça i de Prades †1381 | Pere de Ribagorça comte de Ribagorça i de Prades †1381 | Pere de Ribagorça comte de Ribagorça i de Prades †1381 | Pere de Ribagorça comte de Ribagorça i de Prades †1381                            | Pere de Ribagorça comte de Ribagorça i de Prades †1381                            |                                                                                   |                                                                                   | Joana de Foix †1358                                                               | Joana de Foix †1358                                                               | Joana de Foix †1358                                            | Joana de Foix †1358                                            | Joana de Foix †1358                                            | Joana de Foix †1358                                            |                        |                        |                        |                        |  |  |  |  |                     |                     |                     |                     |                     |                     |                                                                              |                                                                              |                                                                              |                                                                              |                                                                              |                                                                              |                              |                              |                              |                              |                         |                         |                         |                         |
|  |  |                                    |                                    |                                    |                                    |                                    |                                    |                                                    |                                                    |                                                    |                                                    | Pere de Ribagorça comte de Ribagorça i de Prades †1381 | Pere de Ribagorça comte de Ribagorça i de Prades †1381 | Pere de Ribagorça comte de Ribagorça i de Prades †1381 | Pere de Ribagorça comte de Ribagorça i de Prades †1381 | Pere de Ribagorça comte de Ribagorça i de Prades †1381                            | Pere de Ribagorça comte de Ribagorça i de Prades †1381                            |                                                                                   |                                                                                   | Joana de Foix †1358                                                               | Joana de Foix †1358                                                               | Joana de Foix †1358                                            | Joana de Foix †1358                                            | Joana de Foix †1358                                            | Joana de Foix †1358                                            |                        |                        |                        |                        |  |  |  |  |                     |                     |                     |                     |                     |                     |                                                                              |                                                                              |                                                                              |                                                                              |                                                                              |                                                                              |                              |                              |                              |                              |                         |                         |                         |                         |
|  |  |                                    |                                    |                                    |                                    |                                    |                                    |                                                    |                                                    |                                                    |                                                    |                                                        |                                                        |                                                        |                                                        |                                                                                   |                                                                                   |                                                                                   |                                                                                   |                                                                                   |                                                                                   |                                                                |                                                                |                                                                |                                                                |                        |                        |                        |                        |  |  |  |  |                     |                     |                     |                     |                     |                     |                                                                              |                                                                              |                                                                              |                                                                              |                                                                              |                                                                              |                              |                              |                              |                              |                         |                         |                         |                         |
|  |  |                                    |                                    |                                    |                                    |                                    |                                    |                                                    |                                                    |                                                    |                                                    |                                                        |                                                        |                                                        |                                                        | Joan I de Prades comte de Prades baró d'Entença senescal de Catalunya *1335 †1414 | Joan I de Prades comte de Prades baró d'Entença senescal de Catalunya *1335 †1414 | Joan I de Prades comte de Prades baró d'Entença senescal de Catalunya *1335 †1414 | Joan I de Prades comte de Prades baró d'Entença senescal de Catalunya *1335 †1414 | Joan I de Prades comte de Prades baró d'Entença senescal de Catalunya *1335 †1414 | Joan I de Prades comte de Prades baró d'Entença senescal de Catalunya *1335 †1414 |                                                                |                                                                | Sança Ximenes d'Arenós                                         | Sança Ximenes d'Arenós                                         | Sança Ximenes d'Arenós | Sança Ximenes d'Arenós | Sança Ximenes d'Arenós | Sança Ximenes d'Arenós |  |  |  |  |                     |                     |                     |                     |                     |                     | Bernat III de Cabrera vescomte de Cabrera i de Bas comte d'Osona *1325 †1368 | Bernat III de Cabrera vescomte de Cabrera i de Bas comte d'Osona *1325 †1368 | Bernat III de Cabrera vescomte de Cabrera i de Bas comte d'Osona *1325 †1368 | Bernat III de Cabrera vescomte de Cabrera i de Bas comte d'Osona *1325 †1368 | Bernat III de Cabrera vescomte de Cabrera i de Bas comte d'Osona *1325 †1368 | Bernat III de Cabrera vescomte de Cabrera i de Bas comte d'Osona *1325 †1368 |                              |                              | Margarida de Foix †1350      | Margarida de Foix †1350      | Margarida de Foix †1350 | Margarida de Foix †1350 | Margarida de Foix †1350 | Margarida de Foix †1350 |
|  |  |                                    |                                    |                                    |                                    |                                    |                                    |                                                    |                                                    |                                                    |                                                    |                                                        |                                                        |                                                        |                                                        | Joan I de Prades comte de Prades baró d'Entença senescal de Catalunya *1335 †1414 | Joan I de Prades comte de Prades baró d'Entença senescal de Catalunya *1335 †1414 | Joan I de Prades comte de Prades baró d'Entença senescal de Catalunya *1335 †1414 | Joan I de Prades comte de Prades baró d'Entença senescal de Catalunya *1335 †1414 | Joan I de Prades comte de Prades baró d'Entença senescal de Catalunya *1335 †1414 | Joan I de Prades comte de Prades baró d'Entença senescal de Catalunya *1335 †1414 |                                                                |                                                                | Sança Ximenes d'Arenós                                         | Sança Ximenes d'Arenós                                         | Sança Ximenes d'Arenós | Sança Ximenes d'Arenós | Sança Ximenes d'Arenós | Sança Ximenes d'Arenós |  |  |  |  |                     |                     |                     |                     |                     |                     | Bernat III de Cabrera vescomte de Cabrera i de Bas comte d'Osona *1325 †1368 | Bernat III de Cabrera vescomte de Cabrera i de Bas comte d'Osona *1325 †1368 | Bernat III de Cabrera vescomte de Cabrera i de Bas comte d'Osona *1325 †1368 | Bernat III de Cabrera vescomte de Cabrera i de Bas comte d'Osona *1325 †1368 | Bernat III de Cabrera vescomte de Cabrera i de Bas comte d'Osona *1325 †1368 | Bernat III de Cabrera vescomte de Cabrera i de Bas comte d'Osona *1325 †1368 |                              |                              | Margarida de Foix †1350      | Margarida de Foix †1350      | Margarida de Foix †1350 | Margarida de Foix †1350 | Margarida de Foix †1350 | Margarida de Foix †1350 |
|  |  |                                    |                                    |                                    |                                    |                                    |                                    |                                                    |                                                    |                                                    |                                                    |                                                        |                                                        |                                                        |                                                        |                                                                                   |                                                                                   |                                                                                   |                                                                                   |                                                                                   |                                                                                   |                                                                |                                                                |                                                                |                                                                |                        |                        |                        |                        |  |  |  |  |                     |                     |                     |                     |                     |                     |                                                                              |                                                                              |                                                                              |                                                                              |                                                                              |                                                                              |                              |                              |                              |                              |                         |                         |                         |                         |
|  |  |                                    |                                    |                                    |                                    |                                    |                                    |                                                    |                                                    |                                                    |                                                    |                                                        |                                                        |                                                        |                                                        |                                                                                   |                                                                                   |                                                                                   |                                                                                   | Pere de Prades baró d'Entença *1352 †1395                                         | Pere de Prades baró d'Entença *1352 †1395                                         | Pere de Prades baró d'Entença *1352 †1395                      | Pere de Prades baró d'Entença *1352 †1395                      | Pere de Prades baró d'Entença *1352 †1395                      | Pere de Prades baró d'Entença *1352 †1395                      |                        |                        |                        |                        |  |  |  |  |                     |                     |                     |                     |                     |                     |                                                                              |                                                                              |                                                                              |                                                                              | Joana de Cabrera =1385 †1419                                                 | Joana de Cabrera =1385 †1419                                                 | Joana de Cabrera =1385 †1419 | Joana de Cabrera =1385 †1419 | Joana de Cabrera =1385 †1419 | Joana de Cabrera =1385 †1419 |                         |                         |                         |                         |
|  |  |                                    |                                    |                                    |                                    |                                    |                                    |                                                    |                                                    |                                                    |                                                    |                                                        |                                                        |                                                        |                                                        |                                                                                   |                                                                                   |                                                                                   |                                                                                   | Pere de Prades baró d'Entença *1352 †1395                                         | Pere de Prades baró d'Entença *1352 †1395                                         | Pere de Prades baró d'Entença *1352 †1395                      | Pere de Prades baró d'Entença *1352 †1395                      | Pere de Prades baró d'Entença *1352 †1395                      | Pere de Prades baró d'Entença *1352 †1395                      |                        |                        |                        |                        |  |  |  |  |                     |                     |                     |                     |                     |                     |                                                                              |                                                                              |                                                                              |                                                                              | Joana de Cabrera =1385 †1419                                                 | Joana de Cabrera =1385 †1419                                                 | Joana de Cabrera =1385 †1419 | Joana de Cabrera =1385 †1419 | Joana de Cabrera =1385 †1419 | Joana de Cabrera =1385 †1419 |                         |                         |                         |                         |
|  |  |                                    |                                    |                                    |                                    |                                    |                                    |                                                    |                                                    |                                                    |                                                    |                                                        |                                                        |                                                        |                                                        |                                                                                   |                                                                                   |                                                                                   |                                                                                   |                                                                                   |                                                                                   |                                                                |                                                                |                                                                |                                                                |                        |                        |                        |                        |  |  |  |  |                     |                     |                     |                     |                     |                     |                                                                              |                                                                              |                                                                              |                                                                              |                                                                              |                                                                              |                              |                              |                              |                              |                         |                         |                         |                         |
|  |  |                                    |                                    |                                    |                                    |                                    |                                    |                                                    |                                                    |                                                    |                                                    |                                                        |                                                        |                                                        |                                                        |                                                                                   |                                                                                   |                                                                                   |                                                                                   |                                                                                   |                                                                                   |                                                                |                                                                |                                                                |                                                                |                        |                        |                        |                        |  |  |  |  |                     |                     |                     |                     |                     |                     |                                                                              |                                                                              |                                                                              |                                                                              |                                                                              |                                                                              |                              |                              |                              |                              |                         |                         |                         |                         |
|  |  | * naixement = matrimoni † defunció | * naixement = matrimoni † defunció | * naixement = matrimoni † defunció | * naixement = matrimoni † defunció | * naixement = matrimoni † defunció | * naixement = matrimoni † defunció |                                                    |                                                    |                                                    |                                                    |                                                        |                                                        |                                                        |                                                        |                                                                                   |                                                                                   |                                                                                   |                                                                                   | Joana I de Prades comtessa de Prades baronessa d'Entença †1441                    | Joana I de Prades comtessa de Prades baronessa d'Entença †1441                    | Joana I de Prades comtessa de Prades baronessa d'Entença †1441 | Joana I de Prades comtessa de Prades baronessa d'Entença †1441 | Joana I de Prades comtessa de Prades baronessa d'Entença †1441 | Joana I de Prades comtessa de Prades baronessa d'Entença †1441 |                        |                        |                        |                        |  |  |  |  | Margarida de Prades | Margarida de Prades | Margarida de Prades | Margarida de Prades | Margarida de Prades | Margarida de Prades |                                                                              |                                                                              |                                                                              |                                                                              |                                                                              |                                                                              |                              |                              |                              |                              |                         |                         |                         |                         |